# Elachertus reticulatus
Elachertus reticulatus är en stekelart som beskrevs av Julius Theodor Christian Ratzeburg 1852. Elachertus reticulatus ingår i släktet Elachertus och familjen finglanssteklar. Inga underarter finns listade i Catalogue of Life.